# De Schatkuil
De Schatkuil is een buurtschap in de Nederlandse gemeente Heumen, gelegen in de provincie Gelderland. Het ligt tussen Bullenkamp en Valenberg.
Dorpen: Heumen · Malden · Molenhoek (deels) · Nederasselt · Overasselt

Buurtschappen: Blankenberg · Ewijk · Heide · Molenhoek · De Schatkuil · Schoonenburg · Sleeburg · Valenberg · Vogelzang · Worsum

Gelderland: Steden en dorpen in Gelderland      Nederland: Provincies · Gemeenten